# 34283 Bagley
34283 Bagley este o planetă minoră (asteroid), cu un diametru de 2,567 km, din centura de asteroizi. A fost descoperită pe 31 august 2000 la Experimental Test Site⁠(d) de Lincoln Near-Earth Asteroid Research. 
Obiectul prezintă o orbită caracterizată de o semiaxă mare de 2,4041466 UAi, o excentricitate de 0,07, o înclinație de 6,97615 ° în raport cu ecliptica.